# Stuart Peach
Stuart William Peach, Barón 
Peach (Walsall, Reino Unido; 22 de febrero de 1956) es un mariscal jefe del aire de la Real Fuerza Aérea Británica (RAF).
Después de entrenarse como navegante, Peach comandó el 9.º Escuadrón de la RAF y luego se convirtió en comandante adjunto de la base aérea de la RAF en Brüggen (Alemania). Fue destinado como comandante aéreo de la OTAN en Kosovo en 2000. Pasó a ser jefe de Inteligencia de Defensa de Reino Unido en 2006, jefe de Operaciones Conjuntas de las Fuerzas Armadas Británicas en 2009 y el primer comandante del Mando Conjunto de las Fuerzas Armadas Británicas en diciembre de 2011, antes de ser nombrado subdirector del Estado Mayor de Defensa de Reino Unido en mayo de 2013. Peach sucedió al general Nick Houghton como jefe del Estado Mayor de la Defensa de Reino Unido el 14 de julio de 2016. Sucedió al general Petr Pavel como presidente del Comité Militar de la OTAN el 29 de junio de 2018.

## Biografía

### Educación
Peach nació el 22 de febrero de 1956 en Staffordshire, Inglaterra, hijo de Clifford Peach y Jean Mary Peach. Fue educado en la Aldridge Grammar School, en Aldridge, Staffordshire. Estudió geografía, economía e historia social en la Universidad de Sheffield, graduándose en artes (BA) en 1977. Más tarde estudió en el Downing College de Cambridge, y completó un máster en filosofía (MPhil) en 1997.

### Carrera militar
Peach fue nombrado aspirante a piloto interino el 1 de septiembre de 1974 y a piloto titular al graduarse de la universidad el 15 de julio de 1977; fue ascendido a teniente el 15 de enero de 1978 y a capitán de la RAF el 15 de octubre de 1978. Especializado como navegante, Peach, fue destinado al 13.º Escuadrón de la RAF en 1979 y realizó una misión de reconocimiento fotográfico en el English Electric Canberra antes de ser transferido al 9.º Escuadrón en 1982 donde sirvió con la variante de ataque terrestre del Panavia Tornado en Reino Unido. Fue transferido al 31.º Escuadrón en 1984 y sirvió con el Tornado en Alemania. Ascendido a comandante el 1 de julio de 1986, se convirtió en oficial de sistema de armas instructor y recibió la Distinción de la Reina por su Valioso Servicio en el Aire en la Lista de Honores por el cumpleaños de la reina de 1990.
Después de pasar por la Escuela de Estado Mayor en 1990 regresó a Alemania para servir como oficial de Estado Mayor, y a su vez, comandante adjunto de la RAF en Alemania, comandante en jefe de la RAF de Alemania y comandante de la Segunda Fuerza Aérea Táctica Aliada en Alemania (de la que la RAF formó parte), siendo ascendido a comandante de ala el 1 de julio de 1991. Peach entró en acción como comandante de un destacamento en Arabia Saudita durante la Operación Jural. De 1994 a 1996, Peach comandó el 9.º Escuadrón de la RAF que operaba con las funciones de asalto, ataque y SEAD, y también actuó como comandante adjunto de la base aérea de la RAF en Brüggen.
Tras ser ascendido a capitán de grupo el 1 de julio de 1996, Peach se convirtió en director de Estudios de Defensa (Real Fuerza Aérea) en 1997, encargando becas, editando libros y escribiendo artículos sobre el poder aéreo: en esa época obtuvo un máster en el Downing College de Cambridge. En 1999 fue nombrado subdirector del Curso de Mando Superior y Estado Mayor en la Escuela Superior de Mando y Estado Mayor de los Servicios Conjuntos (habiéndose graduado previamente de ese curso).
Peach fue comandante de las Fuerzas Británicas en Italia de 1999 a 2000 y comandante Aéreo de la OTAN en Kosovo en 2000, por lo que fue nombrado caballero comendador de la Orden del Imperio Británico el 6 de abril de 2001. Posteriormente fue nombrado comandante del Centro de Guerra Aérea y jefe adjunto de Inteligencia del Estado Mayor en el Mando de Ataque de la RAF, siendo ascendido a comodoro aéreo el 1 de enero de 2001.
Ascendido a sub mariscal aéreo el 1 de agosto de 2003, Peach fue director general de Inteligencia desde julio de 2003 hasta marzo de 2006. Fue ascendido a mariscal aéreo el 17 de marzo de 2006 y nombrado jefe de Inteligencia de la Defensa, pasando a ser jefe de Operaciones Conjuntas en marzo de 2009, tras haber sido nombrado caballero comendador de la Orden del Baño en la Lista de Honores de año nuevo de 2009.
Peach fue ascendido a mariscal jefe del aire y nombrado primer comandante del nuevo Mando de las Fuerzas Conjuntas en diciembre de 2011. En mayo de 2013 pasó a ser subdirector del Estado Mayor de la Defensa. A partir de 2015, el departamento pagó a Peach un salario de entre 190 000 y 194 999 libras, lo que lo convirtió en una de las 328 personas mejor pagadas del sector público británico en aquel momento. Fue nombrado caballero de la Gran Cruz de la Orden del Imperio Británico en la Lista de Honores de año nuevo de 2016.
El 22 de enero de 2016, el Ministerio de Defensa de Reino Unido anunció que Peach sucedería al general Nick Houghton como jefe del Estado Mayor de la Defensa en el verano de 2016. Peach asumió el cargo el 14 de julio de 2016. Sucedió al general Petr Pavel como presidente del Comité Militar de la OTAN el 29 de junio de 2018.

### Vida familiar y personal
Peach se casó con Brigitte Ender en 1986; tienen un hijo y una hija. Es presidente de la Liga de Rugby de la RAF, está interesado en el deporte, la historia militar y la cocina. Tiene un título honorario de la Universidad de Kingston y de la Universidad de Sheffield. Es miembro honorario del Downing College de Cambridge.

## Obras
- Peach, Stuart (1998). Perspectives on Air Power (en inglés). The Stationery Office. ISBN 978-0117728882.

## Distinciones
|  | Caballero de la Orden de la Jarretera (KG)                | 2024 |        |
|  | Gran Cruz de la Orden del Imperio Británico (GBE)         | 2016 | [ 24 ] |
|  | Caballero comendador de la Orden del Baño (KCB)           | 2009 | [ 19 ] |
|  | Distinción de la Reina por su Valioso Servicio en el Aire | 1990 | [ 9 ]  |